# 李宏图
李宏圖（1958年5月－），復旦大學歷史系教授、博士生導師。復旦大學教育部重點研究基地——中外現代化研究中心研究員，中國法國史研究會副會長，上海市世界史學會副會長，中國法國史研究會副會長兼秘書長，中國英國史研究會常務理事，上海歐洲學會理事。